# Mezquites Grandes
Mezquites Grandes är en ort i Mexiko.   Den ligger i kommunen Cerritos och delstaten San Luis Potosí, i den centrala delen av landet, 400 km norr om huvudstaden Mexico City. Mezquites Grandes ligger 1 156 meter över havet och antalet invånare är 190.
Terrängen runt Mezquites Grandes är kuperad västerut, men österut är den platt. Runt Mezquites Grandes är det glesbefolkat, med 16 invånare per kvadratkilometer. Närmaste större samhälle är Cerritos, 4,3 km nordost om Mezquites Grandes. Trakten runt Mezquites Grandes består i huvudsak av gräsmarker.